# Hekateros
Hekateros (altgriechisch Ἑκάτερος Hekáteros) ist eine Gestalt der griechischen Mythologie, wobei die genaue Lesart unsicher ist.
Hekateros zeugte mit einer Tochter des Flussgottes Phoroneus fünf Töchter, von denen die Bergnymphen (Oreaden), die Satyrn und die Kureten abstammen sollen.